# Algaiarens
La playa de Algaiarens está situada al Norte del municipio de Ciudadela, en Menorca.
Está catalogada como Zona de Especial Protección para las Aves por la Unión Europea y Área Natural de Especial Interés (ANEI) por el Parlamento de las Islas Baleares.
Es una playa totalmente virgen que ofrece unas aguas cristalinas y unos fondos marinos excepcionales. Al este de esta playa se puede encontrar Cala Fontanelles. Esta costa forma parte de la Vall, acogiendo la Falconera, bosques frondosos de pinos, garriga, tierras de cultivo, lagunas, sistemas de dunas, acantilados y playas vírgenes.
Para acceder a estas playaes desde Ciudadela se ha de ir en dirección a la carretera de Cala Morell y Playass de Algaiarens. Cuando se llega a Cala Morell, se ha de seguir recto hacia La Vall, donde se puede aparcar gratuitamente. 